# SMG (品牌)
SMG （全稱：SMUDGE）是新加坡歌手林俊傑於2009年創立的潮流品牌。目前僅上海市一家直營店，其他地区以線上形式經營。

## 品牌名称
SMG概念源自于“Still Moving Under Gunfire”的簡稱“SMUDGE”。

## 历史
2009年3月，SMG在新加坡成立并于乌节路开出首家门店。2010年9月，在上海新天地开设了中国大陆首家门店。2011年11月8日，在台北成立侍玛骐国际有限公司，并将团队移至台湾。11月，台北店在微風廣場盛大开业。2013年10月1日，武汉店在武汉中心百货开业。
2019年11月11日，为了庆祝SMG品牌成立十周年的特别里程碑，SMG携手Miracle Coffee共同打造的复合式概念店SMUDGEstore Shanghai在上海市黄浦区长乐路开幕。2020年6月24日，同样由SMG与Miracle Coffee共同打造的SMUDGEstore Taipei在台北市大安區敦化南路开幕。后因租约到期相继闭店。
2025年2月7日，SMG进驻上海湖滨道购物中心⁣⁣，门店开始正式营业。

## 联名系列
| 品牌 - Black Design - AES（黃鴻升创立） - Reebok - 犀牛盾 - New Era - Herschel - PHVLO - GORE-TEX - Subcrew - YUN YUN SUN（孫芸芸创立） - PHANTACi（周杰伦创立） - G-Shock 人物 - Abei | 体育 - MLB 餐饮 - Miracle Coffee 漫画 - Marvel NFT - GRAYCRAFT - ARC Community 演唱会 - JJ20 - 圣所 - 时线 |

## 門店
直营店
- 上海湖滨道购物中心⁣⁣店

合作门店
- NMR一中店
- NMR一中2店
- NMR彰化店
- NMR員林店
- NMR新竹店

线上店
- SMUDGEstore Online
- SMUDGEstore Taobao（店名：SMGstore1307）
- SMUDGEstore Tmall（店名：SMG旗舰店）

## 備註
1. ↑  品牌創立及首家门店于2009年开业，目前运营单位侍瑪騏國際有限公司为2011年成立。

## 外部連結
- 官方网站（页面存档备份，存于）（繁體中文）（英文）
- SMG的Facebook專頁（繁體中文）
- SMG的Instagram帳戶（繁體中文）
- SMG的新浪微博（繁體中文）
- YouTube上的SMG頻道 （繁體中文）